# Mogiła powstańców z 1863 r. w Opatowie
Mogiła powstańców z 1863 roku w Opatowie – mogiła zbiorowa znajdująca się na terenie Szpitala Rejonowego w Opatowie przy ul. Szpitalnej.
Obiekt został wpisany do rejestru zabytków nieruchomych województwa świętokrzyskiego.
Na mogile otoczonej metalowym płotkiem znajduje się metalowy krzyż, oraz marmurowa płyta z napisem: Powstańcy, stracenia 30.IV.1864.
W zbiorowym grobie pochowano 6 uczestników powstania styczniowego straconych przez powieszenie:
- Alfonsa Bielskiego, lat 25 z Konopisk,
- Jacka Grdenia, lat 20 z Brzustowej,
- Józefa Wąsikiewicza, lat 20, z Olszownicy,
- Adama Warzyckiego, lat 18 z Barda,
- Lucjana Wyszomirskiego, lat 26 z Zawichostu,
- Stefana Jagiełło, lat 20 z Olszownicy.